# Даян Десфор
Даян Десфор (англ. Diane Desfor; нар. 15 червня 1955) — колишня американська тенісистка.
Найвищим досягненням на турнірах Великого шолома були чвертьфінали в парному розряді.

## Фінали Туру WTA

### Парний розряд (1 перемога)
| Результат | Ранг | Дата           | Турнір                               | Покриття | Партнерка         | Суперниці                   | Рахунок       |
| --------- | ---- | -------------- | ------------------------------------ | -------- | ----------------- | --------------------------- | ------------- |
| Перемога  | 1.   | 17 грудня 1979 | New South Wales Open 1979, Австралія | Трава    | Барбара Геллквіст | Барбара Джордан Кім Рудделл | 4–6, 6–2, 6–2 |